# 贾氏盐商住宅
贾氏盐商住宅，位于江苏省扬州市广陵区东关街道何园社区大武城巷1-5号以及广陵路263号，是中华人民共和国全国重点文物保护单位之一。

## 特点
贾氏盐商住宅为清末镇江盐商贾沅（字颂平）所建豪宅，规模宏大，分住宅和二分明月楼园林两部分，占地面积约2178平方米。大门东向，住宅坐北朝南，分东西两轴，东部四进为花厅、楼屋，厅、房，每进小庭院有花坛或池石为小景。2013年5月，贾氏盐商住宅公布为全国重点文物保护单位。
贾沅（字颂平）在附近的何园社区丁家湾1号另有一处住宅，即丁家湾贾氏宅（同福祥盐号），为扬州市文物保护单位。	